# Ariana Washington
Ariana Washington (ur. 27 sierpnia 1996 w Signal Hill) – amerykańska lekkoatletka, specjalistka od biegów sprinterskich. 
W 2013 została wicemistrzynią świata juniorów młodszych w Doniecku na dystansie 100 metrów oraz zdobyła brąz na dwa razy dłuższym dystansie. Rok później startowała na juniorskich mistrzostwach świata w Eugene, podczas których zdobyła złoto w sztafecie 4 × 100 metrów, a indywidualnie zajęła 7. miejsce w sprincie na 100 metrów. Medalistka juniorskich mistrzostw Stanów Zjednoczonych. Dzięki udziałowi w eliminacjach biegu sztafetowego 4 × 100 metrów w Londynie podczas mistrzostw świata sięgnęła po złoty medal, a indywidualnie dotarła do półfinału biegu na 100 metrów.
Medalistka mistrzostw NCAA.

## Osiągnięcia
| Rok  | Impreza                               | Miejsce | Konkurencja             | Lokata     | Wynik         |
| ---- | ------------------------------------- | ------- | ----------------------- | ---------- | ------------- |
| 2013 | Mistrzostwa świata juniorów młodszych | Donieck | bieg na 100 metrów      | 2. miejsce | 11,40         |
| 2013 | Mistrzostwa świata juniorów młodszych | Donieck | bieg na 200 metrów      | 3. miejsce | 23,20         |
| 2014 | Mistrzostwa świata juniorów           | Eugene  | bieg na 100 metrów      | 7. miejsce | 11,64         |
| 2014 | Mistrzostwa świata juniorów           | Eugene  | sztafeta 4 × 100 metrów | 1. miejsce | 43,46         |
| 2017 | Mistrzostwa świata                    | Londyn  | bieg na 100 metrów      | półfinał   | 11,29         |
| 2017 | Mistrzostwa świata                    | Londyn  | sztafeta 4 × 100 metrów | 1. miejsce | 41,82 (elim.) |

## Rekordy życiowe
- Bieg na 60 metrów (hala) – 7,20 (2017)
- Bieg na 100 metrów – 11,01 (2016) / 10,95w (2016)
- Bieg na 200 metrów – 22,21 (2016)